# Monstereae
Monstereae es una tribu de plantas de la familia Araceae. Contiene los siguientes géneros.

## Géneros
Según GRIN
- Afrorhaphidophora Engl. = Rhaphidophora Hassk.
- Alloschemone Schott
- Amydrium Schott
- Anepsias Schott = Rhodospatha Poepp.
- Epipremnopsis Engl. = Amydrium Schott
- Epipremnum Schott
- Monstera Adans.
- Rhaphidophora Hassk.
- Rhodospatha Poepp.
- Scindapsus Schott
- Stenospermation Schott

Según NCBI
- Alloschemone - Amydrium - Anadendrum - Epipremnum - Heteropsis - Holochlamys - Monstera - Rhaphidophora - Rhodospatha - Scindapsus - Spathiphyllum - Stenospermation